# Yūki-tsumugi
Le Yūki-tsumugi (結城紬) est  un artisanat japonais de tissage de la soie, pratiqué principalement dans les environs de Yūki, dans la Préfecture d'Ibaraki. Il est désigné comme un bien culturel immatériel important du Japon et a également été inscrit sur la Liste Représentative du Patrimoine Culturel Immatériel de l'Humanité de l'UNESCO.

## Histoire
Développement de techniques antérieures du travail de la soie, le nom de Yūki-tsumugi a été adopté en 1602. Les tisserands sont venus du Château d'Ueda et le tissu, au début sans ornement, était utilisé comme cadeau pour le shogun.
Actuellement, environ cent trente artisans utilisent cette technique, à Yūki et Oyama.

## Technologie
La soie est extraite à partir de cocons de vers à soie et est filée à la main. Des motifs sont ajoutés par la technique de teinture par nouage, avant le tissage avec un métier à tisser connu comme sous le nom de jibata (地機). La sangle maintenue autour de la taille du tisserand permet d'ajuster la tension du fil vertical. Il peut prendre jusqu'à quinze jours pour tisser assez de tissu pour un vêtement uni d'adulte, et jusqu'à quarante-cinq jours pour un tissu à motifs.

## Sauvegarde
En 1956, le Yūki-tsumugi a été désigné comme l'un des biens culturels immatériels importants du Japon. L' association pour la Préservation de la technique de tissage Honba Yūki-tsumugi (本場結城紬技術保持会) a été créée en 1976 pour promouvoir et transmettre le métier. Le lycée Yūki Daiichi  de Yūki a un club de Yūki-tsumugi. En 2010, le Yūki-tsumugi a été inscrit sur la Liste Représentative du Patrimoine Culturel Immatériel de l'Humanité.

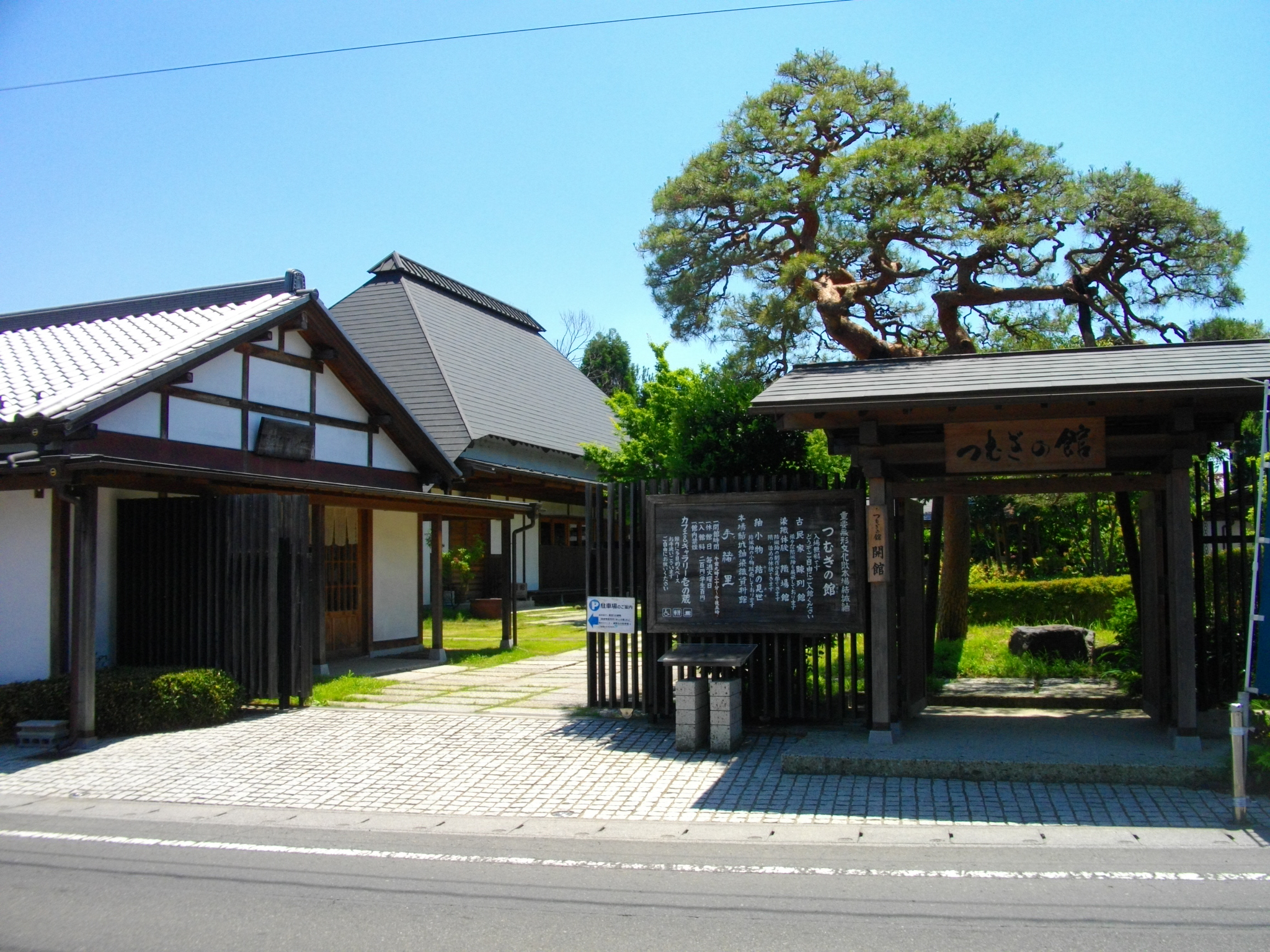
Musée du Tsumugi à Yūki.